# إدواردو بهاتيا
إدواردو بهاتيا هو سياسي أمريكي، ولد في 16 مايو 1964 في سان سلفادور في السلفادور. نشط حزبياً في Popular Democratic Party (Puerto Rico) ‏. وقد انتخب عضو مجلس بويرتو ريكو ‏.